# HMS Rosebay (K286)
HMS Rosebay (K286) je bila korveta izboljšanega razreda Flower, ki je med drugo svetovno vojno plula pod zastavo Kraljeve vojne mornarice.

## Zgodovina
Ladjo je kot USS Splendor (PG-97) naročila Vojna mornarica ZDA, po splovitvi pa jo je predala v sklopu programa Lend-Lease Kraljevi vojni mornarici, ki jo je nato preimenovala v HMS Rosebay. 20. marca 1946 je bila vrnjena ZDA, kjer pa ni več vstopila v vojaško uporabo.